# Прва лига Румуније у кошарци
Прва лига Румуније у кошарци (рум. Liga Națională de Baschet Masculin) је највиши ранг кошаркашких такмичења у Румунији. Лига је основана 1932. године и броји 24 клуба.

## Историја
Лига је основана 1932. године. Најуспешнији тим је Динамо Букурешт са 22 освојене титуле, али га прати Стеауа Букурешт са само једном мање освојеном. Ипак последњих година доминира екипа Асесофта која је од 2004. године освојила 11 титула. Асесофт је уједно и једини румунски тим који је успео да освоји неко европско такмичење, а то је био ФИБА Еврокуп челенџ 2005. године.

## Титуле
| Клуб             | Титула | Године |
| ---------------- | ------ | --- |
| Динамо Букурешт  | 22     | 1953, 1954, 1955, 1957, 1965, 1967, 1968, 1969, 1971, 1972, 1973, 1974, 1975, 1976, 1977, 1979, 1983, 1988, 1994, 1997, 1998, 2003. |
| Стеауа Букурешт  | 21     | 1956, 1958, 1959, 1960, 1961, 1962, 1963, 1964, 1966, 1970, 1978, 1980, 1981, 1982, 1984, 1985, 1986, 1987, 1989, 1990, 1991.       |
| Асесофт Плоешти  | 11     | 2004, 2005, 2006, 2007, 2008, 2009, 2010, 2012, 2013, 2014, 2015.                                                                   |
| У Клуж-Напока    | 5      | 1992, 1993, 1996, 2011, 2017. |
| Орадеа           | 3      | 2016, 2018, 2019. |
| Металул Букурешт | 2      | 1951, 1952. |
| Вест Петром Арад | 2      | 2001, 2002. |
| Сибију           | 2      | 1995, 1999. |
| Питешти          | 1      | 2000. |

## Финала (2001-)
| Сезона   | Првак            | Рез. финала | Вицепрвак        |
| 2000/01. | Вест Петром Арад | 3-0         | Асесофт Плоешти  |
| 2001/02. | Вест Петром Арад | 3-2         | Динамо Букурешт  |
| 2002/03. | Динамо Букурешт  | 3-2         | Вест Петром Арад |
| 2003/04. | Асесофт Плоешти  | 3-1         | Динамо Букурешт  |
| 2004/05. | Асесофт Плоешти  | 3-1         | Динамо Букурешт  |
| 2005/06. | Асесофт Плоешти  | 4-1         | У Клуж-Напока    |
| 2006/07. | Асесофт Плоешти  | 4-1         | Питешти          |
| 2007/08. | Асесофт Плоешти  | 4-3         | У Клуж-Напока    |
| 2008/09. | Асесофт Плоешти  | 4-0         | Темишвар         |
| 2009/10. | Асесофт Плоешти  | 4-0         | У Клуж-Напока    |
| 2010/11. | У Клуж-Напока    | 4-2         | Асесофт Плоешти  |
| 2011/12. | Асесофт Плоешти  | 4-0         | Темишвар         |
| 2012/13. | Асесофт Плоешти  | 4-2         | Муреш            |
| 2013/14. | Асесофт Плоешти  | 3-2         | Орадеа           |
| 2014/15. | Асесофт Плоешти  | 3-0         | Муреш            |
| 2015/16. | Орадеа           | 3-2         | Муреш            |
| 2016/17. | У Клуж-Напока    | 3-0         | Стеауа Букурешт  |
| 2017/18. | Орадеа           | 3-1         | Стеауа Букурешт  |
| 2018/19. | Орадеа           | 3-1         | Сибију           |